# Rednershof
Rednershof ist ein Gemeindeteil der Gemeinde Schonungen im unterfränkischen Landkreis Schweinfurt in Bayern.

## Geografische Lage

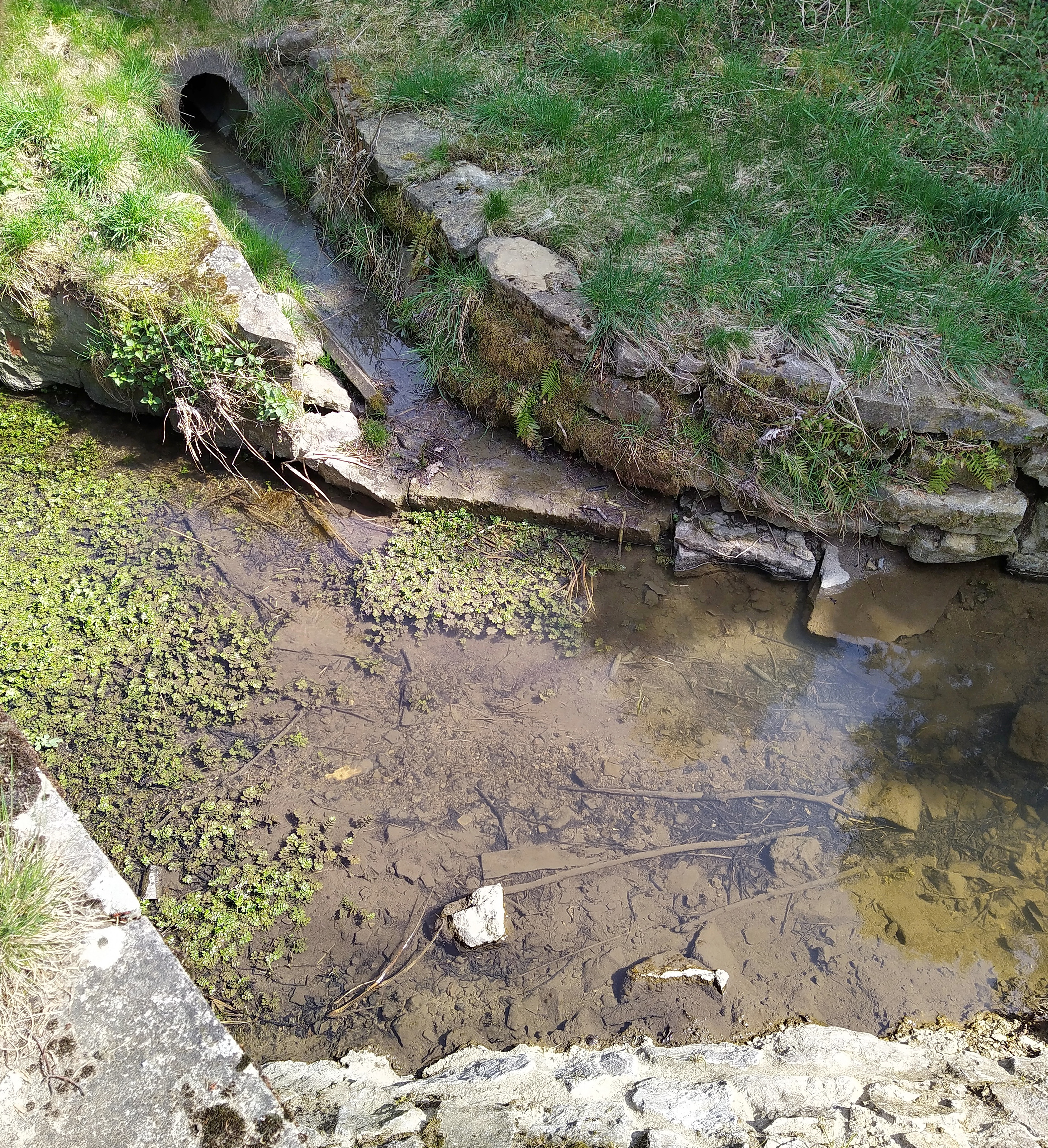
Wässernach

Der Weiler liegt auf der Gemarkung Abersfeld im äußersten Nordosten des Schonunger Gemeindegebietes am Mainzufluss Wässernach. Im Norden beginnt der unterfränkische Landkreis Haßberge mit der Gemeinde Riedbach. Deren Ortsteil Kreuzthal liegt dem Hof am nächsten. Südöstlich liegen Haßfurt-Uchenhofen und Haßfurt-Sailershausen. Auch im Süden grenzt der Landkreis Haßberge an Rednershof. Hier liegt Buch, ein Ortsteil von Theres. Der Westen wird von Abersfeld eingenommen. Die Bundesstraße 303 läuft von Südwesten kommend in nordöstlicher Richtung an Rednershof vorbei. Durch den Ortsteil führt der Fränkische Marienweg.

## Geschichte
Die Herkunft des Namens Rednershof liegt im Dunklen. Erstmals erwähnt wurde das Gehöft im ältesten Lehensbuch des Hochstifts Würzburg vom Jahr 1303, damals wurde der Ort „Reitenhart“ genannt. Wahrscheinlich blieb der Hof während des gesamten Mittelalters Teil des Würzburger Hochstifts. Im Dreißigjährigen Krieg wurde der Hof von durchziehenden Armeen verwüstet, sodass Rednershof zeitweise als Wüstung verzeichnet ist. Noch 1631 war der Hof verlassen. 1818 kam der Hof an Abersfeld, ehe er zum 1. Mai 1978 Teil der Gemeinde Schonungen wurde.

## Baudenkmäler
Den Mittelpunkt des Weilers mit elf Anwesen (2023) bildet die katholische Kapelle Maria Heimsuchung. Sie entstand vor 1850 und wurde im Jahr 1965 umgebaut. Die Kapelle präsentiert sich als massiver Satteldachbau mit einem aufgesetzten Dachreiter, der Chor ist neueren Datums. Im Inneren befindet sich eine Steinmadonna aus dem Kloster Obertheres. Sie wurde um 1420 geschaffen und gelangte im 19. Jahrhundert hierher. Auf 1798 datiert die Errichtung eines Bildstocks mit der Darstellung von Kreuzigung und Marienkrönung.